# Campionati mondiali di sollevamento pesi 2024
I Campionati mondiali di sollevamento pesi 2024 sono stati l'89ª edizione maschile e la 32ª femminile della manifestazione e si sono svolti a Manama, in Bahrein, dal 6 al 15 dicembre 2024 al Weightlifting Marquee Venue.

## Scelta della sede
La scelta della sede, svoltasi a L'Avana nel giugno 2023, aveva come candidate, oltre alla prescelta:
- Tirana
- Erevan
- Lima
- Caracas

È stata la prima volta che Manama ha organizzato la manifestazione mondiale di sollevamento pesi dopo aver ospitato i campionati asiatici nel 2022, e la settima volta che un campionato mondiale di sollevamento pesi si è disputato nell'anno olimpico in concomitanza con le gare olimpioniche di sollevamento pesi, tre mesi dopo la conclusione dei Giochi della XXXIII Olimpiade di Parigi: i precedenti furono le edizioni del 1904, 1920, 2021 e quelle femminili del 1988, 1992 e 1996, quando il sollevamento pesi femminile non era incluso nel programma olimpico.

## Novità e modifiche
In questa edizione dei campionati vengono introdotte alcune novità e modifiche:
- l'altezza della piattaforma di gara dal suolo sarà ridotta a 80 cm. dai 100 precedenti;
- sarà adottato il VRS (Video Replay System) per i giudici di gara;
- agli atleti non sarà consentito portare bandiere durante le cerimonie delle premiazioni, dopo l'incidente avvenuto durante la cerimonia di apertura dei campionati europei del 2023.[9]

## Titoli in palio
Per il sesto anno si assegnano 20 titoli mondiali, 10 maschili e 10 femminili.
Categorie maschili
| Categoria            | Eventi         | Atl. | Gr. |
| -------------------- | -------------- | ---- | --- |
| Pesi mosca           | Fino a 55 kg   | 14   | 1   |
| Pesi gallo           | Fino a 61 kg   | 20   | 2   |
| Pesi piuma           | Fino a 67 kg   | 27   | 3   |
| Pesi leggeri         | Fino a 73 kg   | 26   | 3   |
| Pesi medi            | Fino a 81 kg   | 32   | 3   |
| Pesi massimi leggeri | Fino a 89 kg   | 25   | 3   |
| Pesi mediomassimi    | Fino a 96 kg   | 27   | 3   |
| Pesi massimi primi   | Fino a 102 kg  | 24   | 2   |
| Pesi massimi         | Fino a 109 kg  | 31   | 3   |
| Pesi supermassimi    | Oltre i 109 kg | 19   | 2   |

Categorie femminili
| Categoria            | Eventi          | Atl. | Gr. |
| -------------------- | --------------- | ---- | --- |
| Pesi mosca           | Fino a 45 kg    | 11   | 1   |
| Pesi gallo           | Fino a 49 kg    | 10   | 1   |
| Pesi piuma           | Fino a 55 kg    | 32   | 3   |
| Pesi leggeri         | Fino a 59 kg    | 22   | 2   |
| Pesi medi            | Fino a 64 kg    | 45   | 4   |
| Pesi massimi leggeri | Fino a 71 kg    | 28   | 3   |
| Pesi mediomassimi    | Fino a 76 kg    | 21   | 2   |
| Pesi massimi primi   | Fino a 81 kg    | 16   | 2   |
| Pesi massimi         | Fino a 87 kg    | 25   | 3   |
| Pesi supermassimi    | Oltre gli 87 kg | 16   | 2   |

## Calendario
Le 20 gare, ciascuna suddivisa in gruppi da due a quattro, sono state distribuite su 10 giorni di gara. Nelle due giornate precedenti, il 4 dicembre 2024 si è svolto il Congresso annuale della IWF e il 5 dicembre 2024 si è tenuta la cerimonia d'apertura.
Nella tabella seguente il quadrato completamente blu si riferisce alla giornata delle eliminatorie dei gruppi per ciascuna categoria, mentre i quadrati blu col pallino nero si riferiscono alle giornate delle finali per le assegnazioni delle medaglie.
| Giorno→ Categoria ↓ | Ve 06 | Sa 07 | Do 08 | Lu 09 | Ma 10 | Me 11 | Gi 12 | Ve 13 | Sa 14 | Do 15 |
| ------------------- | ----- | ----- | ----- | ----- | ----- | ----- | ----- | ----- | ----- | ----- |
| 55 kg               | ●     |       |       |       |       |       |       |       |       |       |
| 61 kg               |       | ●     |       |       |       |       |       |       |       |       |
| 67 kg               |       |       | ●     |       |       |       |       |       |       |       |
| 73 kg               |       |       |       | ●     |       |       |       |       |       |       |
| 81 kg               |       |       |       |       | ●     |       |       |       |       |       |
| 89 kg               |       |       |       |       |       | ●     |       |       |       |       |
| 96 kg               |       |       |       |       |       |       | ●     |       |       |       |
| 102 kg              |       |       |       |       |       |       |       | ●     |       |       |
| 109 kg              |       |       |       |       |       |       |       |       | ●     |       |
| +109 kg             |       |       |       |       |       |       |       |       |       | ●     |

| Giorno→ Categoria ↓ | Ve 06 | Sa 07 | Do 08 | Lu 09 | Ma 10 | Me 11 | Gi 12 | Ve 13 | Sa 14 | Do 15 |
| ------------------- | ----- | ----- | ----- | ----- | ----- | ----- | ----- | ----- | ----- | ----- |
| 45 kg               | ●     |       |       |       |       |       |       |       |       |       |
| 49 kg               |       | ●     |       |       |       |       |       |       |       |       |
| 55 kg               |       |       | ●     |       |       |       |       |       |       |       |
| 59 kg               |       |       |       | ●     |       |       |       |       |       |       |
| 64 kg               |       |       |       |       | ●     |       |       |       |       |       |
| 71 kg               |       |       |       |       |       | ●     |       |       |       |       |
| 76 kg               |       |       |       |       |       |       | ●     |       |       |       |
| 81 kg               |       |       |       |       |       |       |       | ●     |       |       |
| 87 kg               |       |       |       |       |       |       |       |       | ●     |       |
| +87 kg              |       |       |       |       |       |       |       |       |       | ●     |

## Nazioni partecipanti

### Iscritte
Il 13 settembre 2024 viene diffusa la lista preliminare degli atleti iscritti ai campionati, che sono 1 072 (580 uomini e 492 donne, incluse le riserve) rappresentanti di 114 nazioni.
Come avvenuto nell'edizione precedente, per la riammissione, avvenuta il 28 marzo 2023, da parte del CIO degli atleti russi e bielorussi nelle gare individuali delle competizioni internazionali senza inno e sotto una bandiera neutrale, implementata dall'IWF, alcuni atleti bielorussi gareggiano con l'acronimo AIN ("Atleti Individuali Neutrali"). Nessun atleta russo ha accettato di partecipare da neutrale e nessuna bandiera è stata utilizzata per la delegazione, neppure quella dell'IWF.
Anche in questa edizione è prevista la presenza della squadra dei sollevatori rifugiati (la IWF Refugee Team) che sarà composta da un minimo di quattro atleti (due uomini e due donne). In caso di premiazione di tali atleti, oltre all'esposizione della bandiera della Federazione Internazionale, sarà suonato il nuovo inno della stessa Federazione (al posto dell'inno olimpico della precedente edizione), composto per le occasioni ufficiali.
Nelle categorie maschili, gli atleti iscritti ai campionati sono 580 rappresentanti di 108 nazioni; nelle categorie femminili, le atlete iscritte sono 492 rappresentanti di 90 nazioni. Nel prospetto seguente, la prima cifra si riferisce agli iscritti nelle categorie maschili, la seconda cifra si riferisce alle iscritte nelle categorie femminili. In corsivo sono indicate le 22 nazioni che si sono ritirate in seguito, al momento della presentazione della lista definitiva dei partecipanti.
- Afghanistan  (2+0)
- Albania  (6+0)
- Algeria  (2+0)
- Arabia Saudita  (10+0)
- Argentina  (10+9)
- Armenia  (13+6)
- Aruba  (1+0)
- Atleti Individuali Neutrali (12+8)
- Australia  (5+6)
- Austria  (4+3)
- Azerbaigian  (7+0)
- Bahrein  (4+3)
- Bangladesh  (5+8)
- Belgio  (1+2)
- Bosnia ed Erzegovina  (2+0)
- Brasile  (1+3)
- Brunei  (3+2)
- Bulgaria  (14+5)
- Camerun  (1+1)
- Canada  (6+13)
- Cile  (3+2)
- Cina  (10+10)
- Cipro  (1+0)
- Colombia  (20+20)
- Corea del Nord  (7+10)
- Corea del Sud  (20+18)
- Costa Rica  (0+1)
- Croazia  (5+3)
- Cuba  (3+2)
- Danimarca  (3+10)
- Ecuador  (2+3)
- Egitto  (5+5)
- Emirati Arabi Uniti  (2+1)
- Estonia  (1+0)
- Figi  (4+0)
- Filippine  (5+12)
- Finlandia  (4+3)
- Francia  (6+9)
- Georgia  (20+3)
- Germania  (2+1)
- Ghana  (6+2)
- Giamaica  (5+1)
- Giappone  (2+1)
- Giordania  (3+0)
- Grecia  (2+4)
- Haiti  (2+3)
- India  (7+7)
- Indonesia  (7+6)
- Iran  (16+15)
- Iraq  (8+0)
- Irlanda  (2+4)
- Islanda  (1+7)
- Isole Marianne Settentrionali  (1+0)
- Israele  (2+2)
- Italia  (5+7)
- Kazakistan  (20+11)
- Kirghizistan  (3+1)
- Kosovo  (1+0)
- Kuwait  (8+4)
- Lettonia  (3+0)
- Libano  (0+2)
- Libia  (1+0)
- Lituania  (7+2)
- Lussemburgo  (0+1)
- Madagascar  (5+4)
- Malaysia  (4+2)
- Malta  (3+3)
- Marocco  (3+6)
- Mauritius  (1+1)
- Messico  (20+20)
- Moldavia  (7+3)
- Mongolia  (0+4)
- Nigeria  (3+4)
- Norvegia  (2+5)
- Nuova Zelanda  (1+3)
- Oman  (2+0)
- Paesi Bassi  (1+3)
- Palestina  (1+0)
- Papua Nuova Guinea  (2+2)
- Perù  (10+8)
- Polonia  (4+4)
- Portogallo  (1+4)
- Porto Rico  (2+2)
- Qatar  (1+0)
- Regno Unito  (1+7)
- Rep. Ceca  (5+5)
- Rep. Dominicana  (0+1)
- Romania  (3+5)
- Sierra Leone  (1+0)
- Singapore  (4+3)
- Siria  (5+0)
- Slovacchia  (2+4)
- Slovenia  (2+0)
- Spagna  (11+14)
- Sri Lanka  (5+3)
- Stati Uniti  (14+20)
- Sudafrica  (5+2)
- Sudan  (1+0)
- Svezia  (1+3)
- Svizzera  (2+1)
- Taipei cinese  (15+15)
- Thailandia  (6+6)
- Tunisia  (4+3)
- Turchia  (13+13)
- Turkmenistan  (9+4)
- Ucraina  (12+7)
- Uganda  (7+2)
- Ungheria  (2+6)
- Uzbekistan  (9+7)
- Vanuatu  (0+1)
- Venezuela  (11+13)
- Vietnam  (9+4)
- IWF Refugee Team (WRT)  (2+3)
- Yemen  (2+0)

### Effettive
Il 6 novembre 2024 è stata resa nota la lista delle nazioni e degli atleti partecipanti, che sono complessivamente 471 (245 uomini e 226 donne) rappresentanti di 92 nazioni. Tale lista è stata resa definitiva il 22 novembre 2024. Rispetto alle iscrizioni, si sono ritirate 22 nazioni.
- Albania  (3)
- Arabia Saudita  (6)
- Argentina  (2)
- Armenia  (11)
- Atleti Individuali Neutrali (7)
- Australia  (2)
- Austria  (3)
- Azerbaigian  (2)
- Bahrein  (3)
- Bangladesh  (3)
- Bosnia ed Erzegovina  (1)
- Brasile  (2)
- Brunei  (3)
- Bulgaria  (10)
- Camerun  (2)
- Canada  (12)
- Cile  (4)
- Cina  (20)
- Colombia  (20)
- Corea del Nord  (17)
- Corea del Sud  (20)
- Costa Rica  (1)
- Croazia  (4)
- Cuba  (2)
- Danimarca  (6)
- Ecuador  (3)
- Egitto  (6)
- Emirati Arabi Uniti  (3)
- Figi  (1)
- Filippine  (6)
- Finlandia  (1)
- Francia  (5)
- Georgia  (8)
- Germania  (3)
- Ghana  (3)
- Giappone  (3)
- Grecia  (1)
- India  (3)
- Indonesia  (9)
- Iran  (14)
- Iraq  (2)
- Irlanda  (4)
- Islanda  (5)
- Isole Marianne Settentrionali  (1)
- Israele  (3)
- Italia  (3)
- Kazakistan  (15)
- Kuwait  (4)
- Lettonia  (3)
- Lituania  (8)
- Lussemburgo  (1)
- Madagascar  (2)
- Malaysia  (5)
- Malta  (3)
- Messico  (20)
- Moldavia  (2)
- Mongolia  (3)
- Nigeria  (2)
- Norvegia  (3)
- Nuova Zelanda  (3)
- Paesi Bassi  (1)
- Palestina  (1)
- Papua Nuova Guinea  (1)
- Perù  (4)
- Polonia  (2)
- Portogallo  (3)
- Porto Rico  (3)
- Qatar  (1)
- Regno Unito  (7)
- Rep. Ceca  (6)
- Rep. Dominicana  (1)
- Romania  (2)
- Sierra Leone  (1)
- Slovacchia  (6)
- Spagna  (8)
- Stati Uniti  (19)
- Sudafrica  (2)
- Sudan  (1)
- Svizzera  (2)
- Taipei cinese  (15)
- Thailandia  (5)
- Tunisia  (5)
- Turchia  (4)
- Turkmenistan  (8)
- Ucraina  (11)
- Uganda  (1)
- Ungheria  (2)
- Uzbekistan  (6)
- Venezuela  (3)
- Vietnam  (7)
- IWF Refugee Team (WRT)  (4)
- Yemen  (2)

## Risultati
Sono stati stabiliti undici record mondiali: quattro nel totale dell'esercizio, sette nelle singole specialità. Inoltre, nella gara maschile dei piuma e nelle gare femminili dei gallo e dei piuma sono stati stabiliti quattro record mondiali juniores Under-20.

### Categorie maschili
| Evento                                  | Oro                           | Oro                           | Argento                       | Argento                       | Bronzo                        | Bronzo                        |
| Pesi mosca — 55 kg (Dettagli)           | Pesi mosca — 55 kg (Dettagli) | Pesi mosca — 55 kg (Dettagli) | Pesi mosca — 55 kg (Dettagli) | Pesi mosca — 55 kg (Dettagli) | Pesi mosca — 55 kg (Dettagli) | Pesi mosca — 55 kg (Dettagli) |
| --------------------------------------- | ----------------------------- | ----------------------------- | ----------------------------- | ----------------------------- | ----------------------------- | ----------------------------- |
| Strappo                                 | Thiago Silva                  | 121 kg                        | Yang Yang                     | 120 kg                        | Natthawat Chomchuen           | 120 kg                        |
| Slancio                                 | Pang Un-chol                  | 154 kg                        | Natthawat Chomchuen           | 153 kg                        | Thiago Silva                  | 148 kg                        |
| Totale                                  | Natthawat Chomchuen           | 273 kg                        | Thiago Silva                  | 269 kg                        | Fernando Agad                 | 263 kg                        |
| Pesi gallo — 61 kg (Dettagli)           |                               |                               |                               |                               |                               |                               |
| Strappo                                 | Pak Myong-jin                 | 132 kg                        | Nguyễn Trần Anh Tuấn          | 131 kg                        | Garnik Cholakyan              | 131 kg                        |
| Slancio                                 | Pak Myong-jin                 | 173 kg                        | Aniq Kasdan                   | 166 kg                        | Wei Haixian                   | 160 kg                        |
| Totale                                  | Pak Myong-jin                 | 305 kg                        | Aniq Kasdan                   | 296 kg                        | Nguyễn Trần Anh Tuấn          | 291 kg                        |
| Pesi piuma — 67 kg (Dettagli)           |                               |                               |                               |                               |                               |                               |
| Strappo                                 | Pak Pyol                      | 150 kg                        | Zheng Xinhao                  | 148 kg                        | Kaan Kahriman                 | 148 kg                        |
| Slancio                                 | Ri Won-ju                     | 190 kg                        | Pak Pyol                      | 182 kg                        | Yusuf Fehmi Genç              | 181 kg                        |
| Totale                                  | Ri Won-ju                     | 336 kg                        | Pak Pyol                      | 332 kg                        | Yusuf Fehmi Genç              | 327 kg                        |
| Pesi leggeri — 73 kg (Dettagli)         |                               |                               |                               |                               |                               |                               |
| Strappo                                 | Edwin Lagarejo                | 155 kg                        | Bunýad Raşidow                | 154 kg                        | Roberto Gutu                  | 154 kg                        |
| Slancio                                 | Ri Ryong-hyon                 | 197 kg                        | Lee Sang-yeon                 | 197 kg                        | Rizki Juniansyah              | 190 kg                        |
| Totale                                  | Ri Ryong-hyon                 | 349 kg                        | Rizki Juniansyah              | 340 kg                        | Zhong Zhiguang                | 336 kg                        |
| Pesi medi — 81 kg (Dettagli)            |                               |                               |                               |                               |                               |                               |
| Strappo                                 | Ri Chong-song                 | 166 kg                        | Mukhammadkodir Toshtemirov    | 165 kg                        | Aleksej Čurkin                | 164 kg                        |
| Slancio                                 | Ri Chong-song                 | 205 kg                        | Aleksej Čurkin                | 204 kg                        | Son Hyeon-ho                  | 197 kg                        |
| Totale                                  | Ri Chong-song                 | 371 kg                        | Aleksej Čurkin                | 368 kg                        | Mukhammadkodir Toshtemirov    | 355 kg                        |
| Pesi massimi leggeri — 89 kg (Dettagli) |                               |                               |                               |                               |                               |                               |
| Strappo                                 | Karlos Nasar                  | 183 kg                        | Marin Robu                    | 173 kg                        | Sarvarbek Zafarjonov          | 171 kg                        |
| Slancio                                 | Karlos Nasar                  | 222 kg                        | Ro Kwang-ryol                 | 218 kg                        | Pan Yunhua                    | 208 kg                        |
| Totale                                  | Karlos Nasar                  | 405 kg                        | Ro Kwang-ryol                 | 380 kg                        | Marin Robu                    | 379 kg                        |
| Pesi mediomassimi — 96 kg (Dettagli)    |                               |                               |                               |                               |                               |                               |
| Strappo                                 | Revaz Davitadze               | 177 kg                        | Alireza Moeini                | 176 kg                        | Qian Feixiang                 | 175 kg                        |
| Slancio                                 | Won Jong-beom                 | 214 kg                        | Nurgissa Adiletuly            | 214 kg                        | Ali Alipour                   | 214 kg                        |
| Totale                                  | Nurgissa Adiletuly            | 388 kg                        | Revaz Davitadze               | 387 kg                        | Ali Alipour                   | 387 kg                        |
| Pesi massimi primi — 102 kg (Dettagli)  |                               |                               |                               |                               |                               |                               |
| Strappo                                 | Marcos Ruiz                   | 183 kg                        | Aymen Bacha                   | 183 kg                        | Döwranbek Hasanbaýew          | 182 kg                        |
| Slancio                                 | Artëm Antropov                | 230 kg                        | Fares El-Bakh                 | 225 kg                        | Jhonatan Rivas                | 213 kg                        |
| Totale                                  | Artëm Antropov                | 400 kg                        | Fares El-Bakh                 | 399 kg                        | Marcos Ruiz                   | 395 kg                        |
| Pesi massimi — 109 kg (Dettagli)        |                               |                               |                               |                               |                               |                               |
| Strappo                                 | Sharofiddin Amriddinov        | 184 kg                        | Garik Karapetyan              | 183 kg                        | Mehdi Karami                  | 183 kg                        |
| Slancio                                 | Ruslan Nurudinov              | 242 kg                        | Dadaş Dadaşbəyli              | 221 kg                        | Salwan Al-Aifuri              | 220 kg                        |
| Totale                                  | Ruslan Nurudinov              | 424 kg                        | Dadaş Dadaşbəyli              | 404 kg                        | Mehdi Karami                  | 400 kg                        |
| Pesi supermassimi — +109 kg (Dettagli)  |                               |                               |                               |                               |                               |                               |
| Strappo                                 | Varazdat Lalayan              | 215 kg                        | Gor Minasyan                  | 210 kg                        | Ali Davoudi                   | 206 kg                        |
| Slancio                                 | Alireza Yousefi               | 262 kg                        | Ali Davoudi                   | 253 kg                        | Varazdat Lalayan              | 252 kg                        |
| Totale                                  | Varazdat Lalayan              | 467 kg                        | Ali Davoudi                   | 459 kg                        | Alireza Yousefi               | 456 kg                        |

### Categorie femminili
| Evento                                  | Oro                           | Oro                           | Argento                       | Argento                       | Bronzo                        | Bronzo                        |
| Pesi mosca — 45 kg (Dettagli)           | Pesi mosca — 45 kg (Dettagli) | Pesi mosca — 45 kg (Dettagli) | Pesi mosca — 45 kg (Dettagli) | Pesi mosca — 45 kg (Dettagli) | Pesi mosca — 45 kg (Dettagli) | Pesi mosca — 45 kg (Dettagli) |
| --------------------------------------- | ----------------------------- | ----------------------------- | ----------------------------- | ----------------------------- | ----------------------------- | ----------------------------- |
| Strappo                                 | Zhao Jinhong                  | 87 kg                         | Won Hyon-sim                  | 86 kg                         | Marta García Rincón           | 75 kg                         |
| Slancio                                 | Zhao Jinhong                  | 113 kg                        | Won Hyon-sim                  | 105 kg                        | Phạm Đình Thi                 | 97 kg                         |
| Totale                                  | Zhao Jinhong                  | 200 kg                        | Won Hyon-sim                  | 191 kg                        | Phạm Đình Thi                 | 170 kg                        |
| Pesi gallo — 49 kg (Dettagli)           |                               |                               |                               |                               |                               |                               |
| Strappo                                 | Xiang Linxiang                | 92 kg                         | Ri Song-gum                   | 91 kg                         | Rosegie Ramos                 | 88 kg                         |
| Slancio                                 | Ri Song-gum                   | 122 kg                        | Xiang Linxiang                | 120 kg                        | Lin Cheng-jing                | 107 kg                        |
| Totale                                  | Ri Song-gum                   | 213 kg                        | Xiang Linxiang                | 212 kg                        | Rosegie Ramos                 | 193 kg                        |
| Pesi piuma — 55 kg (Dettagli)           |                               |                               |                               |                               |                               |                               |
| Strappo                                 | Kang Hyon-gyong               | 100 kg                        | Zhang Haiqin                  | 97 kg                         | Chen Guan-ling                | 93 kg                         |
| Slancio                                 | Kang Hyon-gyong               | 126 kg                        | Alek‘sandra Grigoryan         | 120 kg                        | Chen Guan-ling                | 118 kg                        |
| Totale                                  | Kang Hyon-gyong               | 226 kg                        | Chen Guan-ling                | 211 kg                        | Alek‘sandra Grigoryan         | 203 kg                        |
| Pesi leggeri — 59 kg (Dettagli)         |                               |                               |                               |                               |                               |                               |
| Strappo                                 | Kim Il-gyong                  | 108 kg                        | Pei Xinyi                     | 107 kg                        | Lucrezia Magistris            | 99 kg                         |
| Slancio                                 | Kim Il-gyong                  | 141 kg                        | Pei Xinyi                     | 130 kg                        | Yenny Álvarez                 | 126 kg                        |
| Totale                                  | Kim Il-gyong                  | 249 kg                        | Pei Xinyi                     | 237 kg                        | Yenny Álvarez                 | 224 kg                        |
| Pesi medi — 64 kg (Dettagli)            |                               |                               |                               |                               |                               |                               |
| Strappo                                 | Rim Un-sim                    | 116 kg                        | Ri Suk                        | 115 kg                        | Li Shuang                     | 107 kg                        |
| Slancio                                 | Ri Suk                        | 149 kg                        | Rim Un-sim                    | 140 kg                        | Li Shuang                     | 134 kg                        |
| Totale                                  | Ri Suk                        | 264 kg                        | Rim Un-sim                    | 256 kg                        | Li Shuang                     | 241 kg                        |
| Pesi massimi leggeri — 71 kg (Dettagli) |                               |                               |                               |                               |                               |                               |
| Strappo                                 | Yang Qiuxia                   | 121 kg                        | Olivia Reeves                 | 120 kg                        | Jong Chun-hui                 | 116 kg                        |
| Slancio                                 | Olivia Reeves                 | 147 kg                        | Jong Chun-hui                 | 146 kg                        | Yang Qiuxia                   | 140 kg                        |
| Totale                                  | Olivia Reeves                 | 267 kg                        | Jong Chun-hui                 | 262 kg                        | Yang Qiuxia                   | 261 kg                        |
| Pesi mediomassimi — 76 kg (Dettagli)    |                               |                               |                               |                               |                               |                               |
| Strappo                                 | Song Kuk-hyang                | 116 kg                        | Miyareth Mendoza              | 111 kg                        | Sarah Matthew                 | 110 kg                        |
| Slancio                                 | Song Kuk-hyang                | 148 kg                        | Miyareth Mendoza              | 137 kg                        | Bella Paredes                 | 136 kg                        |
| Totale                                  | Song Kuk-hyang                | 264 kg                        | Miyareth Mendoza              | 248 kg                        | Sarah Matthew                 | 245 kg                        |
| Pesi massimi primi — 81 kg (Dettagli)   |                               |                               |                               |                               |                               |                               |
| Strappo                                 | Liao Guifang                  | 123 kg                        | Mönkhjantsangiin Ankhtsetseg  | 116 kg                        | Kim Kyong-ryong               | 114 kg                        |
| Slancio                                 | Liao Guifang                  | 155 kg                        | Sara Ahmed                    | 149 kg                        | Kim Kyong-ryong               | 147 kg                        |
| Totale                                  | Liao Guifang                  | 278 kg                        | Sara Ahmed                    | 262 kg                        | Kim Kyong-ryong               | 261 kg                        |
| Pesi massimi — 87 kg (Dettagli)         |                               |                               |                               |                               |                               |                               |
| Strappo                                 | Wu Yan                        | 122 kg                        | Madias Nzesso                 | 114 kg                        | Eileen Cikamatana             | 113 kg                        |
| Slancio                                 | Wu Yan                        | 150 kg                        | Eileen Cikamatana             | 144 kg                        | Kim Yong-ju                   | 144 kg                        |
| Totale                                  | Wu Yan                        | 272 kg                        | Eileen Cikamatana             | 257 kg                        | Kim Yong-ju                   | 256 kg                        |
| Pesi supermassimi — +87 kg (Dettagli)   |                               |                               |                               |                               |                               |                               |
| Strappo                                 | Li Yan                        | 149 kg                        | Park Hye-jeong                | 124 kg                        | Son Young-hee                 | 118 kg                        |
| Slancio                                 | Li Yan                        | 175 kg                        | Park Hye-jeong                | 171 kg                        | Son Young-hee                 | 162 kg                        |
| Totale                                  | Li Yan                        | 324 kg                        | Park Hye-jeong                | 295 kg                        | Son Young-hee                 | 280 kg                        |

## Medagliere

### Grandi (totale)
Riferito al totale dell'esercizio.
| Posiz.              | Nazione             | Oro | Argento | Bronzo | Totale |
| ------------------- | ------------------- | --- | ------- | ------ | ------ |
| 1                   | Corea del Nord      | 9   | 5       | 2      | 16     |
| 2                   | Cina                | 4   | 2       | 3      | 9      |
| 3                   | Kazakistan          | 2   | 1       | 0      | 3      |
| 4                   | Armenia             | 1   | 0       | 1      | 2      |
| 4                   | Uzbekistan          | 1   | 0       | 1      | 2      |
| 6                   | Bulgaria            | 1   | 0       | 0      | 1      |
| 6                   | Thailandia          | 1   | 0       | 0      | 1      |
| 6                   | Stati Uniti         | 1   | 0       | 0      | 1      |
| 9                   | Iran                | 0   | 1       | 3      | 4      |
| 10                  | Colombia            | 0   | 1       | 1      | 2      |
| 10                  | Corea del Sud       | 0   | 1       | 1      | 2      |
| 12                  | Australia           | 0   | 1       | 0      | 1      |
| 12                  | Azerbaigian         | 0   | 1       | 0      | 1      |
| 12                  | Brasile             | 0   | 1       | 0      | 1      |
| 12                  | Egitto              | 0   | 1       | 0      | 1      |
| 12                  | Georgia             | 0   | 1       | 0      | 1      |
| 12                  | Indonesia           | 0   | 1       | 0      | 1      |
| 12                  | Malaysia            | 0   | 1       | 0      | 1      |
| 12                  | Qatar               | 0   | 1       | 0      | 1      |
| 12                  | Taipei cinese       | 0   | 1       | 0      | 1      |
| 21                  | Filippine           | 0   | 0       | 2      | 2      |
| 21                  | Vietnam             | 0   | 0       | 2      | 2      |
| 23                  | Moldavia            | 0   | 0       | 1      | 1      |
| 23                  | Nigeria             | 0   | 0       | 1      | 1      |
| 23                  | Spagna              | 0   | 0       | 1      | 1      |
| 23                  | Turchia             | 0   | 0       | 1      | 1      |
| Totale (26 nazioni) | Totale (26 nazioni) | 20  | 20      | 20     | 60     |

### Grandi (totale) e Piccole (Strappo e Slancio)
Riferito al totale dell'esercizio e delle due specialità.
| Posiz.              | Nazione             | Oro | Argento | Bronzo | Totale |
| ------------------- | ------------------- | --- | ------- | ------ | ------ |
| 1                   | Corea del Nord      | 26  | 13      | 6      | 45     |
| 2                   | Cina                | 14  | 8       | 9      | 31     |
| 3                   | Kazakistan          | 3   | 3       | 1      | 7      |
| 4                   | Uzbekistan          | 3   | 1       | 2      | 6      |
| 5                   | Bulgaria            | 3   | 0       | 0      | 3      |
| 6                   | Armenia             | 2   | 2       | 3      | 7      |
| 7                   | Stati Uniti         | 2   | 1       | 0      | 3      |
| 8                   | Corea del Sud       | 1   | 4       | 4      | 9      |
| 9                   | Iran                | 1   | 3       | 6      | 10     |
| 10                  | Colombia            | 1   | 3       | 3      | 7      |
| 11                  | Brasile             | 1   | 1       | 1      | 3      |
| 11                  | Thailandia          | 1   | 1       | 1      | 3      |
| 13                  | Georgia             | 1   | 1       | 0      | 2      |
| 14                  | Spagna              | 1   | 0       | 2      | 3      |
| 15                  | Australia           | 0   | 2       | 1      | 3      |
| 16                  | Azerbaigian         | 0   | 2       | 0      | 2      |
| 16                  | Egitto              | 0   | 2       | 0      | 2      |
| 16                  | Malaysia            | 0   | 2       | 0      | 2      |
| 16                  | Qatar               | 0   | 2       | 0      | 2      |
| 20                  | Taipei cinese       | 0   | 1       | 3      | 4      |
| 20                  | Vietnam             | 0   | 1       | 3      | 4      |
| 22                  | Indonesia           | 0   | 1       | 1      | 2      |
| 22                  | Moldavia            | 0   | 1       | 1      | 2      |
| 22                  | Turkmenistan        | 0   | 1       | 1      | 2      |
| 25                  | Bahrein             | 0   | 1       | 0      | 1      |
| 25                  | Mongolia            | 0   | 1       | 0      | 1      |
| 25                  | Regno Unito         | 0   | 1       | 0      | 1      |
| 25                  | Tunisia             | 0   | 1       | 0      | 1      |
| 29                  | Filippine           | 0   | 0       | 3      | 3      |
| 29                  | Turchia             | 0   | 0       | 3      | 3      |
| 31                  | Nigeria             | 0   | 0       | 2      | 2      |
| 32                  | Ecuador             | 0   | 0       | 1      | 1      |
| 32                  | Germania            | 0   | 0       | 1      | 1      |
| 32                  | Iraq                | 0   | 0       | 1      | 1      |
| 32                  | Italia              | 0   | 0       | 1      | 1      |
| Totale (35 nazioni) | Totale (35 nazioni) | 60  | 60      | 60     | 180    |

## Classifica a squadre

### Sistema di punteggio
Il sistema di punteggio è basato sui punti distribuiti per l'esercizio totale e le due specialità in base allo schema adottato nel 1996:

### Categorie maschili
| Pos. | Squadra                       | Punti |
| ---- | ----------------------------- | ----- |
| 1    | Cina                          | 566   |
| 2    | Iran                          | 560   |
| 3    | Corea del Nord                | 495   |
| 4    | Colombia                      | 470   |
| 5    | Kazakistan                    | 448   |
| 6    | Corea del Sud                 | 393   |
| 7    | Georgia                       | 378   |
| 8    | Stati Uniti                   | 372   |
| 9    | Messico                       | 299   |
| 10   | Armenia                       | 294   |
| 11   | Uzbekistan                    | 276   |
| 12   | Bulgaria                      | 268   |
| 13   | Ucraina                       | 260   |
| 14   | Arabia Saudita                | 250   |
| 15   | Turkmenistan                  | 218   |
| 16   | Thailandia                    | 216   |
| 17   | Taipei cinese                 | 213   |
| 18   | Indonesia                     | 206   |
| 19   | Malaysia                      | 170   |
| 20   | Tunisia                       | 134   |
| 21   | Turchia                       | 133   |
| 22   | Iraq                          | 130   |
| 23   | Azerbaigian                   | 122   |
| 24   | Moldavia                      | 120   |
| 25   | Germania                      | 114   |
| 26   | Vietnam                       | 110   |
| 27   | Canada                        | 105   |
| 28   | Giappone                      | 99    |
| 29   | Spagna                        | 93    |
| 30   | Lituania                      | 89    |
| 31   | Perù                          | 80    |
| 32   | Bahrein                       | 78    |
| 33   | Brasile                       | 76    |
| 34   | Filippine                     | 73    |
| 35   | Qatar                         | 69    |
| 36   | Egitto                        | 66    |
| 37   | Nuova Zelanda                 | 59    |
| 38   | IWF Refugee Team (WRT)        | 58    |
| 39   | Ecuador                       | 55    |
| 40   | Albania                       | 53    |
| 41   | Venezuela                     | 46    |
| 42   | Emirati Arabi Uniti           | 46    |
| 43   | Yemen                         | 45    |
| 44   | Lettonia                      | 45    |
| 45   | Cile                          | 45    |
| 46   | Brunei                        | 41    |
| 47   | Kuwait                        | 41    |
| 48   | Sudafrica                     | 40    |
| 49   | Israele                       | 39    |
| 50   | Madagascar                    | 38    |
| 51   | Portogallo                    | 38    |
| 52   | Romania                       | 38    |
| 53   | Rep. Ceca                     | 35    |
| 54   | Figi                          | 31    |
| 55   | Croazia                       | 31    |
| 56   | Slovacchia                    | 30    |
| 57   | Argentina                     | 27    |
| 58   | Irlanda                       | 26    |
| 59   | Camerun                       | 22    |
| 60   | Danimarca                     | 22    |
| 61   | Austria                       | 20    |
| 62   | Polonia                       | 16    |
| 63   | Bosnia ed Erzegovina          | 15    |
| 64   | Cuba                          | 14    |
| 65   | Isole Marianne Settentrionali | 13    |
| 66   | Bangladesh                    | 10    |
| 67   | Svizzera                      | 10    |
| 68   | Porto Rico                    | 9     |
| 69   | Palestina                     | 7     |
| 70   | Malta                         | 3     |
| 71   | Ghana                         | 1     |
| —    | Italia                        | 0     |

### Categorie femminili
| Pos. | Squadra                | Punti |
| ---- | ---------------------- | ----- |
| 1    | Corea del Nord         | 776   |
| 2    | Cina                   | 713   |
| 3    | Colombia               | 566   |
| 4    | Taipei cinese          | 440   |
| 5    | Messico                | 440   |
| 6    | Stati Uniti            | 433   |
| 7    | Corea del Sud          | 398   |
| 8    | Regno Unito            | 232   |
| 9    | Canada                 | 231   |
| 10   | Kazakistan             | 227   |
| 11   | Spagna                 | 199   |
| 12   | Ucraina                | 182   |
| 13   | Filippine              | 180   |
| 14   | Vietnam                | 180   |
| 15   | Islanda                | 162   |
| 16   | Mongolia               | 148   |
| 17   | Indonesia              | 146   |
| 18   | Egitto                 | 135   |
| 19   | Danimarca              | 132   |
| 20   | Nigeria                | 129   |
| 21   | India                  | 125   |
| 22   | Turchia                | 124   |
| 23   | Francia                | 120   |
| 24   | Norvegia               | 107   |
| 25   | Armenia                | 103   |
| 26   | Venezuela              | 103   |
| 27   | Italia                 | 96    |
| 28   | Bulgaria               | 95    |
| 29   | Israele                | 93    |
| 30   | IWF Refugee Team (WRT) | 90    |
| 31   | Australia              | 84    |
| 32   | Uzbekistan             | 79    |
| 33   | Cile                   | 76    |
| 34   | Nuova Zelanda          | 75    |
| 35   | Ecuador                | 67    |
| 36   | Thailandia             | 65    |
| 37   | Cuba                   | 63    |
| 38   | Rep. Dominicana        | 63    |
| 39   | Ungheria               | 62    |
| 40   | Brasile                | 60    |
| 41   | Rep. Ceca              | 59    |
| 42   | Finlandia              | 55    |
| 43   | Romania                | 55    |
| 44   | Lituania               | 55    |
| 45   | Porto Rico             | 52    |
| 46   | Lussemburgo            | 51    |
| 47   | Giappone               | 49    |
| 48   | Polonia                | 49    |
| 49   | Iran                   | 44    |
| 50   | Austria                | 43    |
| 51   | Paesi Bassi            | 42    |
| 52   | Germania               | 37    |
| 53   | Ghana                  | 32    |
| 54   | Svizzera               | 29    |
| 55   | Bangladesh             | 25    |
| 56   | Slovacchia             | 25    |
| 57   | Turkmenistan           | 24    |
| 58   | Costa Rica             | 24    |
| 59   | Camerun                | 20    |
| 60   | Tunisia                | 18    |
| 61   | Croazia                | 18    |
| 62   | Grecia                 | 13    |
| 63   | Irlanda                | 12    |
| 64   | Perù                   | 9     |
| 65   | Bahrein                | 6     |
| 66   | Malta                  | 5     |
| 67   | Uganda                 | 3     |
| 68   | Argentina              | 2     |
| 69   | Brunei                 | 1     |
| —    | Kuwait                 | 0     |
| —    | Portogallo             | 0     |
| —    | Madagascar             | 0     |
| —    | Malaysia               | 0     |
| —    | Emirati Arabi Uniti    | 0     |